# 霍斯特·斯特芬
霍斯特·斯特芬（德語：Horst Steffen；1969年3月3日—）是一位德国前足球运动员及现任足球教练，自2025-26赛季起执教德甲俱乐部云达不来梅。

## 球员生涯
斯特芬自1975年在拜耳乌丁根开始其青年足球生涯，并于1987年随U19梯队夺得德国19岁以下足球锦标赛冠军。他于1988年首次代表该俱乐部一线队出场，至1991年共踢了90场德甲比赛。1991年，斯特芬加盟普鲁士门兴格拉德巴赫，在两个赛季中共出场24次，并于1992-93赛季德国足协杯上射入其职业生涯的唯一进球。至加盟的第二年，他在时任主教练于尔根·格尔斯多夫麾下仅取得两次联赛出场机会；而1992年11月上任的新帅贝恩德·克劳斯则完全不再需要这位年轻的中场球员。斯特芬随后于1993年重返拜耳乌丁根，并在那里效力了三年。1996年，他转会至杜伊斯堡，先是在德甲效力了三年（共36次出场），球队降级后又在德乙效力了三年（共40次出场），但未能再取得进球。
此外，斯特芬曾代表西德U21青年队出场10次。

## 教练生涯
球员生涯结束后，斯特芬便开始执教州级联赛（第6级）俱乐部卡佩伦-埃夫特，并于2003-04赛季率队成功升入第5级的下莱茵协会联赛。之后，他又分别执教过杜伊斯堡的U23和U19梯队，以及门兴格拉德巴赫足的U17和U19梯队。2013年9月30日，斯特芬获委任为德丙联赛俱乐部斯图加特踢球者的主教练，并签订了一份期至2015年6月30日届满的合同，之后得以续期。然而至2015年11月，由于球队表现低迷，俱乐部与其分道扬镳。
2015年12月24日，另一德丙俱乐部普鲁士明斯特宣布由斯特芬接任主教练一职。其合同有效期至2017年6月30日届满，但由于成绩平庸，他于2016年10月4日遭提前解约。2017-18赛季，斯特芬执教同属德丙的开姆尼茨，但随着球队在冬歇期前深陷降级区，他于2018年1月2日遭解约。
2018年10月29日，斯特芬接任埃尔弗斯贝格主教练。当时，这家正参加第4级西南地区联赛的萨尔州俱乐部刚与前任主教练罗兰·塞茨分手。斯特芬率队在2021-22赛季力压乌尔姆1846和奥芬巴赫踢球者夺得冠军，并升入德丙联赛。在接下来的2022-23赛季，埃尔弗斯贝格又在他的带领下继续夺得德丙冠军，并直接升入德乙联赛。在2023-24赛季的受个德乙赛季结束后，斯特芬的球队以积43分的成绩排名第11位。至2024-25赛季，埃尔弗斯贝格获得了联赛积分榜第三名的优异成绩，但在升级附加赛中以微弱劣势不敌海登海姆，错失德甲升级资格。尽管如此，在埃尔弗斯贝格效力期间，斯特芬以球队的进攻风格和培养出尼克·、保罗·、菲斯尼克·阿斯拉尼、穆罕默德·达马尔和埃利亚斯·鲍姆等年轻球员而广受赞誉。
2025-26赛季，斯特芬将接替奥勒·维尔纳成为德甲俱乐部云达不来梅主教练，并签约至2028年。

## 成就
埃尔弗斯贝格
- 德国足球丙级联赛冠军：2023年
- 德国足球西南地区联赛冠军：2022年
- 萨尔兰杯冠军：2020年、2021年、2022年、2023年